# 戰都天鷹
《戰都天鷹》（縮寫BEA）是一款於2003年發行的科幻第一人称射击游戏，由英國遊戲開發商Lost Toys開發。遊戲的主角是一名戰機駕駛員霍克（Hawk），玩家將操控著他駕駛一款新型戰機「天鷲號」（Aquila），打敗龐大的邪惡勢力。該作的開發消息於2001年年底公布，並於隔年5月在E3电子娱乐展上首度亮相。
該作的PlayStation 2（以下簡稱PS2）版和Xbox版於2003年1月底在英美發售，發行商由英寶格擔任，而PC版則由Encore Software負責發行，上市日期為同年的11月2日。《戰都天鷹》獲得的評價以正面為主，並於2010年獲電玩網站IGN評為「百大PS2遊戲」的第86名。對於該作的劇情、玩法和遊戲品質，評論家們的評價褒貶不一，但戰略元素獲得了大量好評；不過也有評論家批評該作沒有什麼大突破。

## 劇情設定
《戰都天鷹》的背景設定在未來，阿利姆星球（Allium）在經歷一場災難性的大洪水後，許多陸地被淹沒，只剩少數陸地露出水面，形成類似島嶼的樣子。為了爭奪寶貴的陸地，兩大世界強權佛賽提（Forseti，正義的一方）和馬斯坡（Muspell，邪惡的一方）展開戰爭。玩家扮演著一名駕駛技巧高超、熱愛賽車競速的堆高機司機霍克·溫特（Hawk Winter），他因為駕駛技術高超，而被佛賽提的人員塔提亞娜·琪拉洛娃（Tatiana Kiralova）招攬，擔任一款新型戰機「天鷲號」（Aquila）的駕駛員，對抗馬斯坡的威脅。

## 遊戲玩法

遊戲截圖。圖中玩家在飛行模式中瞄準敵方戰機發射飛彈。

《戰都天鷹》採用戰機駕駛的第一人稱視角。「天鷲號」有兩種不同的模式供玩家切換，一種是「步兵」（Walker）模式，另一種則是「飛行」（Jet）模式。步兵模式的火力強，防禦力高，但移動速度慢，而飛行模式則相反，且飛行時會消耗能量。玩家可以隨時在兩種模式間切換，但能量不足時無法飛行，且著陸時有所碰撞可能會造成生命值降低。武器方面，玩家在通過前幾關後，可以選擇武器的配備模式和友軍戰機。武器的配備模式一共有四種：脈衝（Pulsar）、機槍（Blazer）、騎兵（Lancer）和狙擊（Sniper），而友軍戰機則有三種，每種都有各自的優點和缺點，例如有的武器附帶自動瞄準功能，有的對付敵方空軍特別有效等。
該作的抬頭顯示器（HUD）包含準星（位於正中間）、偵測並顯示敵軍和友軍位置位置的雷達（位於左下方）、武器資訊（位於雷達旁邊）、敵軍（紅色）和友軍（藍色）佔領區域的分布圖（位於右下方）、剩餘彈藥數或武器狀態（位於分布圖上方）等。準星外圈有藍色和綠色兩種條狀數值，藍色是供玩家飛行的能量剩餘量，而綠色則是生命值，這兩項數值和彈藥量都可以在友方補給平台恢復。飛彈來襲時的警告也會出現在準星外圈。玩家角色的指揮官有時會對玩家下命令或者對玩家的表現給予評價，這些內容會顯示在下方，而頭像則會取代分布圖的位置。

### 關卡與模式
《戰都天鷹》的每一個關卡都有一個「主要任務」和一個至數個的「次要任務」，玩家只要完成主要任務就能過關，若能同時完成次要任務，則過關後的分數評比就會較高。這些任務包含保衛指定友軍基地，或者摧毀指定敵方單位等，而除了一般的馬斯坡軍隊，玩家有時也得面對火力強大的巨型Boss級機甲。該作分為8個章節（Episode），共20多個單人主線關卡，其劇情帶有小部分的連貫性。多數關卡開始前和過關後都會有一段可跳過的過場動畫，用於介紹或銜接劇情，不過也有與主線劇情較無關的短動畫內容，像是單純顯示佛賽提殲滅馬斯坡軍隊的勝利動畫。此外，本作也包含20多個單人支線關卡「Evo」，不過挑戰支線關卡是有條件的，玩家必須在過關後拿到最高評分「S」，才能解鎖支線關卡。除了單人的PVE模式，該作也包含本機雙人模式，提供兩名玩家分屏合作或對戰。

## 開發與發布
《戰都天鷹》由位在英國吉爾福德的遊戲開發商Lost Toys開發，該工作室由前牛蛙制作員工組成。該作的開發消息於2001年12月上旬公布，預訂於2002年推出。Lose Toys的董事總經理（MD）傑瑞米·隆里（Jeremy Longley）告訴《電腦商業週刊》（Computer Trade Weekly）：「本公司正在開發一款創新的射擊遊戲，讓玩家沉浸在一場雙方兵力動輒千萬的大規模戰爭中。」發行商英寶格的高層讓-菲利皮·阿加提（Jean-Philippe Agati）則表示：「《戰都天鷹》是過去經典射擊遊戲的新生代，（……）在每一方面都開創了新局。」
2002年5月22日至24日間，該年度的E3电子娱乐展在美國洛杉矶会展中心舉行，《戰都天鷹》在娛樂展上的英寶格展場首度亮相，與其他140款遊戲共同展出。2002年7月，據遊戲網站Eurogamer報導，該作的配樂將由《古墓丽影》系列第一、二、三作的配樂家納森·麥克奎里負責。隆里表示：「我想找的是一種類似電影配樂，但又用不著一整團管弦樂團的配樂。這時麥克奎里過去的作品讓我們眼睛一亮，於是他獲選了。」該篇報導也提到，該作將於同年9月發布。然而，雖然Lost Toys在8月宣布該作已經正式完工，但為了在行銷方面準備周全，至少要等到2003年1月後才能推出。2002年9月，官方釋出部分遊戲內容。同年10月至11月間，又有許多該作的畫面發布。
《戰都天鷹》的PlayStation 2（以下簡稱PS2）與Xbox版本於2003年1月21日在美國發行，兩種版本皆由英寶格負責發行。英國方面，該作於稍晚的1月28日同時發布PS2和Xbox兩種版本。2003年8月，Lost Toys與Encore Software談好合約，由Encore負責發行該作的PC版。《戰都天鷹》的PC版於2003年10月23日上市。然而，Lost Toys在2003年10月2日關閉，《戰都天鷹》因而成為該開發商唯二的遊戲作品，而另一作則是2000年的《電光火石》（Moho）。2016年10月，Lost Toys的創辦人葛蘭·寇培斯在接受《Retro Gamer》雜誌訪問時回顧道：「該作是我參與過最棒的東西。」

## 反響
《戰都天鷹》獲得的評價以正面為主，在評論匯總網站GameRankings和Metacritic上的平均分數都超過70%。2010年，電玩網站IGN評選出「百大PS2遊戲」（Top 100 PS2 Games），該作名列第86名。
Eurogamer的編者羅伯·法西（Rob Fahey）對該作易上手的玩法給予好評，而「隱藏的戰略性深度玩法」也讓他豎起拇指，評論這是「這款遊戲真正的野心所在，從這裡可以看出，《戰都天鷹》實際上是一款兩路AI大軍對決的遊戲，而你是唯一介入的外力，你的所作所為將決定誰勝誰負」，賦予該作極高的「自由度和耐玩度」。對於該作的最大缺點，法西認為是其關卡任務，其次則是過場動畫中粗糙的人物動畫，除此之外，包含配音、音效和配樂都屬上乘。法西表示，《戰都天鷹》可說是一款「瑕不掩瑜」的優良作品，帶給人滿滿的快樂和自我滿足。
Game Revolution的喬·道德森（Joe Dodson）稱讚《戰都天鷹》的玩法「清楚、明瞭、俐落且獨樹一格」，而且「很好上手」。和戈德斯坦一樣，道德森也認為該作的動畫品質尚可，感覺開發人員花費很多心力在過場動畫上，但沒有什麼突破。他對該作的節奏和穩定帧率相當滿意，但他也批評了其不合理的關卡任務、缺乏深度，而且多人遊戲不夠多。道德森總結說道：「這款遊戲不會改變你的人生，但仍算是個不錯的消遣。」
為GameSpot撰文的評論家傑夫·葛斯特曼表示，《戰都天鷹》並沒有在遊戲主軸上做太多創新，不過仍然提供了這類遊戲的粉絲一些新玩意。對於遊戲品質方面，葛斯特曼評論道，該作的外觀品質有一定水準，整體質量不錯，配音、音效和配樂也不賴，但說不上有什麼爆炸性突破。文末他總結道：「這款遊戲沒必要花一筆錢買下來收藏，去租來玩玩就夠了」
IGN的希拉蕊·戈德斯坦（Hilary Goldstein）認為《戰都天鷹》的故事不怎麼新奇，但仍足以吸引玩家。操作方面，他表示，「雖然該作不難上手，但滑鼠靈敏度高過頭，容易失誤」。至於玩法方面，戈德斯坦給予好評，認為該作的戰爭氣氛十分不錯，戰略元素相當足夠。他表示，兩軍都有各自的計畫和布局，而在無腦地盡情大戰之餘，「玩家也有不少戰略規劃、動腦的空間」。戈德斯坦總結道，《戰都天鷹》的配音、配樂和音效還不錯，背景和軍隊單位設計優良，但軍隊沒有隨著關卡出現新花樣。他也稱遊戲的質感（例如爆炸畫面）參差不齊，帧數有時會嚴重下滑。整體來說他對該作表示認可。此外，戈德斯坦認為，該作在PC平台的表現不如Xbox和PS2。

### 銷量
Eurogamer的資深編者汤姆·布拉姆韦尔（Tom Bramwell）在2003年2月底撰文預測，《戰都天鷹》的銷量可能會受到「打安全牌」的遊戲影響，如《越野车力量竞赛2》。根據VG Chartz的數據，該作的PS2版共售出了超過3萬份，而Xbox版的銷售量則為2萬份左右。Eurogamer認為該作的銷售成績並不理想，對比良好口碑可謂「叫好不叫座」。

## 備註
1. 1 2 3  旗下的雅達利負責發行[1][2]。
2. ↑  遊戲封面的文字為「Battle Engine aquila」，「aquila」的首字母為小寫。
3. ↑  譯註：該作並無官方漢化版，除非另有註明，否則文中的譯名皆為編者自行翻譯而成。
4. 1 2  譯注：此譯名參考自巴哈姆特電玩資訊站[3]。

### 遊戲內容
1. ↑  Lost Toys. . v. 1.00. Windows. Encore Software（英语：Encore, Inc.）. 2003. 第一章第一關「Training Level」（1.00）的開場動畫.
2. ↑  Lost Toys. . v. 1.00. Windows. Encore Software（英语：Encore, Inc.）. 2003. 關卡選單.
3. ↑  Lost Toys. . v. 1.00. Windows. Encore Software（英语：Encore, Inc.）. 2003. 第二章第四關「Counterstrike」（2.32）的過關動畫.

### 網站與雜誌
1. 1 2  . Metacritic.   [2019-06-30]. （原始内容存档于2019-02-26）.
2. 1 2  . Metacritic.   [2019-06-30]. （原始内容存档于2019-05-22）.
3. 1 2 3 4  GNN. . 巴哈姆特電玩資訊站. 2002-11-26  [2019-06-30]. （原始内容存档于2005-03-10） （中文（臺灣））.
4. 1 2 3  Goldstein, Hilary. . IGN: 1. 2003-11-18  [2019-06-30]. （原始内容存档于2020-08-11）.
5. 1 2 3 4  Parker, Sam. . GameSpot. 2002-05-22  [2019-06-30]. （原始内容存档于2020-08-11）.
6. 1 2 3  . GameZone. 2003-08-20  [2017-11-04]. （原始内容存档于2019-06-30）.
7. 1 2 3 4 5 6  Torres, Ricardo. . GameSpot. 2002-09-16  [2019-06-30]. （原始内容存档于2022-02-09）.
8. 1 2 3 4  Gerstmann, Jeff. . GameSpot. 2003-01-29  [2019-06-30]. （原始内容存档于2019-05-09）.
9. 1 2 3  . Giant Bomb.   [2019-06-30]. （原始内容存档于2019-05-21）.
10. 1 2 3 4 5 6  Fahey, Rob. . Eurogamer. 2003-02-21  [2019-06-30]. （原始内容存档于2019-06-29）.
11. 1 2 3 4 5  Dodson, Joe. . Game Revolution. 2003-03-02  [2019-07-03]. （原始内容存档于2019-07-03）.
12. 1 2 3 4 5  Goldstein, Hilary. . IGN: 2. 2003-11-18  [2019-06-30]. （原始内容存档于2019-06-29）.
13. 1 2  Calvert, Justin. . GameSpot. 2003-01-28  [2019-06-30]. （原始内容存档于2022-02-09）.
14. 1 2  Goldstein, Hilary. . IGN: 3. 2003-11-18  [2019-06-30]. （原始内容存档于2019-06-29）.
15. 1 2  Bramwell, Tom. . Eurogamer. 2001-12-07  [2019-07-02]. （原始内容存档于2020-08-11）.
16. ↑  . Giant Bomb.   [2019-06-30]. （原始内容存档于2019-03-31）.
17. ↑  Bramwell, Tom. . Eurogamer. 2002-05-10  [2019-07-02]. （原始内容存档于2019-07-02）.
18. 1 2 3  Bramwell, Tom. . Eurogamer. 2002-07-12  [2019-07-02]. （原始内容存档于2019-07-02）.
19. ↑  Bramwell, Tom. . Eurogamer. 2002-08-23  [2019-07-02]. （原始内容存档于2020-08-11）. Guildford-based Lost Toys have finished work on their mech-packed futuristic blaster, Battle Engine Aquila, but the game won't be released until January 2003 in order for Infogrames to prepare a "formidable market presence" according to Lost Toys head honcho Jeremy Longley.
20. ↑  Stuff. . Eurogamer. 2002-10-18  [2019-07-02]. （原始内容存档于2003-01-03）.
21. ↑  . Statesman Journal. 2003-01-16  [2023-02-07]. （原始内容存档于2023-02-08） –Newspapers.com （英语）.
22. ↑  . The Herald-Sun. 2003-01-24  [2023-02-07]. （原始内容存档于2023-02-08） –Newspapers.com （英语）.
23. ↑  . GameSpot. 2006-05-17  [2019-06-30]. （原始内容存档于2019-02-26）.
24. ↑  . Eurogamer.   [2019-07-02]. （原始内容存档于2003-02-07）.
25. 1 2  . Metacritic.   [2019-06-30]. （原始内容存档于2019-05-04）.
26. 1 2  . GameRankings.   [2019-06-30]. （原始内容存档于2019-05-29）.
27. ↑  Burnes, Andrew. . IGN. 2003-10-02  [2017-11-04].
28. ↑  Fahley, Rob. . GamesIndustry.biz. 2003-10-02  [2017-11-04]. （原始内容存档于2017-10-23）.
29. ↑  Jenkins, David. . Gamasutra. 2003-10-02  [2017-11-04]. （原始内容存档于2021-08-25）.
30. ↑  . Eurogamer. 2003-10-02  [2019-07-02]. （原始内容存档于2020-08-11）.
31. ↑  . Retro Gamer. No. 160 (Bournemouth: Imagine Publishing). October 2016: 92–97. ISSN 1742-3155.
32. ↑  . Computer Games Magazine. No. 159 (theGlobe.com). February 2004: 80.
33. ↑  Babler, Jason.  (PDF). Computer Gaming World. No. 137 (Ziff Davis). April 2004: 93  [2019-07-14]. （原始内容存档 (PDF)于2014-10-02）.
34. ↑  EGM staff. . Electronic Gaming Monthly. No. 163 (Ziff Davis). February 2003: 147  [2019-07-14]. （原始内容存档于2004-01-31）.
35. ↑  . Game Informer. No. 118 (GameStop). February 2003: 98.
36. ↑  . Game Informer. No. 118 (GameStop). February 2003: 102.
37. ↑  Pong Sifu. . GamePro. IDG Entertainment. 2002-12-20  [2019-07-14]. （原始内容存档于2005-02-14）.
38. ↑  Air Hendrix. . GamePro. IDG Entertainment. 2003-01-28  [2019-07-14]. （原始内容存档于2005-02-06）.
39. ↑  Gerstmann, Jeff. . GameSpot. CBS Interactive. 2003-01-29  [2019-07-14]. （原始内容存档于2019-06-29）.
40. ↑  Gerstmann, Jeff. . GameSpot. CBS Interactive. 2003-11-26  [2019-07-14]. （原始内容存档于2019-06-29）.
41. ↑  Nutt, Christian. . GameSpy. IGN Entertainment. 2003-02-03  [2019-07-14]. （原始内容存档于2005-12-16）.
42. ↑  Nutt, Christian. . GameSpy. IGN Entertainment. 2003-02-03  [2019-07-14]. （原始内容存档于2005-12-29）.
43. ↑  Eddy, Andy. . GameSpy. IGN Entertainment. 2003-11-27  [2019-07-14]. （原始内容存档于2018-09-18）.
44. ↑  Bedigian, Louis. . GameZone. 2003-03-03  [2019-07-14]. （原始内容存档于2008-02-29）.
45. ↑  Zacarias, Eduardo. . GameZone. 2003-02-24  [2019-07-14]. （原始内容存档于2008-02-23）.
46. ↑  Hopper, Steven. . GameZone. 2003-11-13  [2019-07-14]. （原始内容存档于2008-02-08）.
47. ↑  Goldstein, Hilary. . IGN: 4. 2003-11-18  [2019-06-30]. （原始内容存档于2020-08-11）.
48. ↑  Goldstein, Hilary. . IGN: 3. 2003-11-18  [2019-06-30]. （原始内容存档于2020-08-11）.
49. 1 2 3  Goldstein, Hilary. . IGN: 4. 2003-11-18  [2019-06-30]. （原始内容存档于2019-06-29）.
50. ↑  . Official U.S. PlayStation Magazine (Ziff Davis). February 2003: 98.
51. ↑  . Official Xbox Magazine (Future US). February 2003: 72.
52. ↑  Klett, Steve. . PC Gamer. Vol. 11 no. 2 (Future US). February 2004: 80  [2019-07-14]. （原始内容存档于2006-03-15）.
53. ↑  . GameRankings.   [2019-06-30]. （原始内容存档于2019-05-06）.
54. ↑  . GameRankings.   [2019-06-30]. （原始内容存档于2019-05-22）.
55. ↑  . IGN. 2010  [2019-06-30]. （原始内容存档于2019-02-26）.
56. ↑  Bramwell, Tom. . Eurogamer. 2003-02-28  [2019-07-02]. （原始内容存档于2020-08-11）.
57. ↑  . VG Chartz.   [2019-07-02]. （原始内容存档于2019-02-26）.
58. ↑  . VG Chartz.   [2019-07-02]. （原始内容存档于2019-02-26）.
59. ↑  . Eurogamer. 2003-05-02  [2019-07-02]. （原始内容存档于2020-08-11）. Lost Toys' last project, Battle Engine Aquila on PS2 and Xbox, received significant critical acclaim when it was released earlier this year - although this wasn't matched by retail success, sadly.

## 延伸閱讀
除另行註明外，以下內容皆為英文。

### 額外資料
- . Prescreen. Edge. No. 111 (Bath: Future plc). June 2002: 38. ISSN 1350-1593.
- . Testscreen. Edge. No. 119 (Bath: Future plc). January 2003: 931. ISSN 1350-1593.

### 攻略
- . IGN. 2003  [2019-07-03]. （原始内容存档于2020-08-11）.
- . IGN. 2005  [2019-07-03]. （原始内容存档于2020-08-11）.
- . IGN. 2012-03-27  [2019-07-03]. （原始内容存档于2020-08-11）.

作弊碼
- PS2：. Game Revolution. 2004-05-01  [2019-07-03]. （原始内容存档于2020-08-11）.
- Xbox：. Game Revolution. 2006-01-26  [2019-07-03]. （原始内容存档于2020-08-11）.
- PC：. Game Revolution. 2006-01-26  [2019-07-03]. （原始内容存档于2020-08-11）.

## 外部連結
- 官方网站（PlayStation 2官網）（英文）
- 莫比游戏上的《戰都天鷹》（英文）